# Лични прибор за деконтаминацију
Лични прибор за деконтаминацију је комплет за нуклеарно-биолошко-хемијску заштиту (НБХ) појединаца. Намијењен је за појединачну брзу деконтаминацију коже и слузокожа, и делимичну деконтаминацију одјеће и обуће.
У средства спадају деконтаминатори у виду прашка, папир за упијање с тампонима вате, сода бикарбона, течност против отровних гасова, и сирете атропина. Све је то смјештено у кутију коју носи сваки појединац у рату, или се чува у нижим јединицама.
Процес примарне деконтаминације има двије фазе обраде. У првој се отрови уклањају упијањем а затим се дјелује хемијски на отров с деконтаминатором у праху. Слузокоже се испиру раствором соде бикарбоне.